# Fosieby station

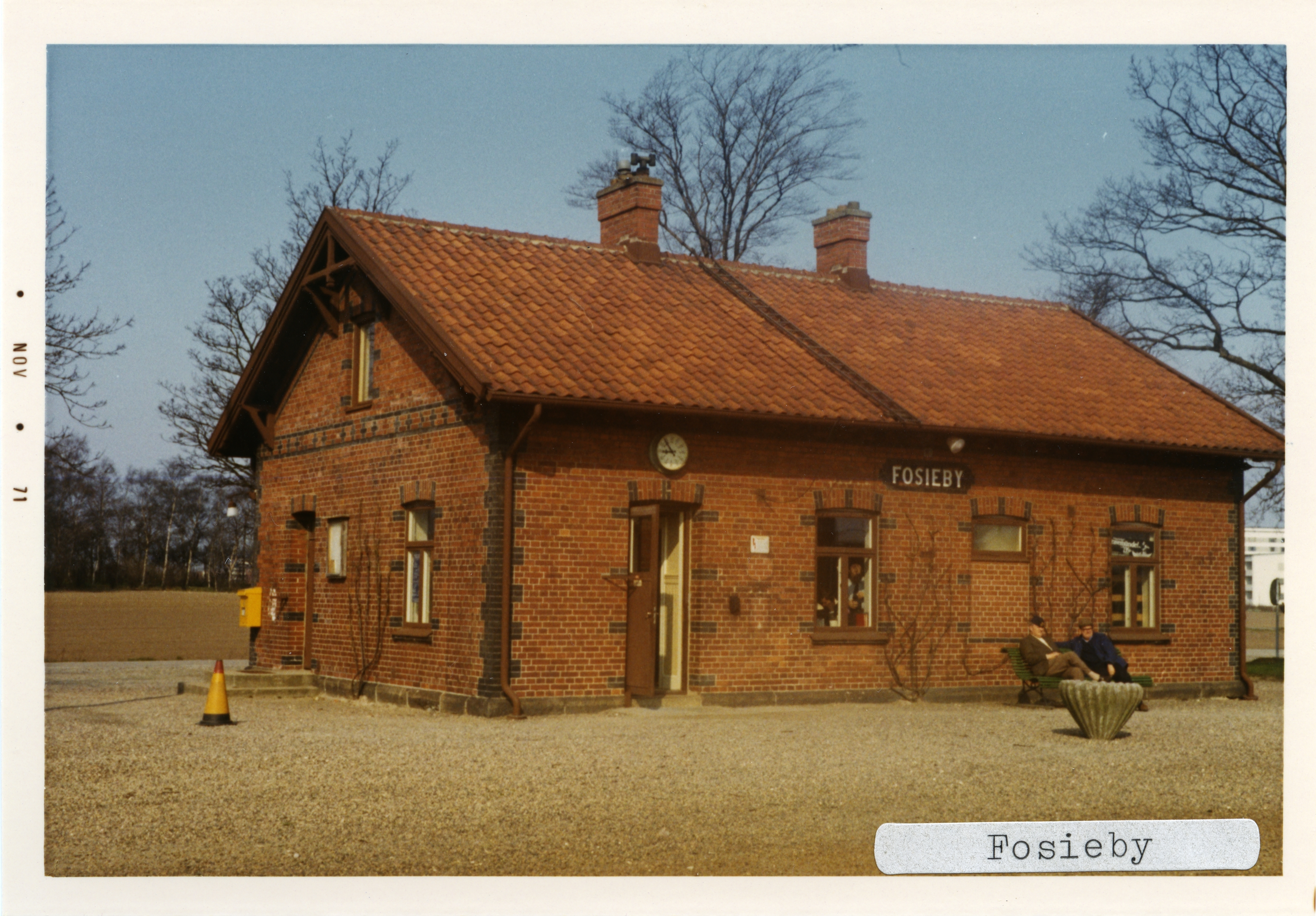
Stationsbyggnaden 1971.

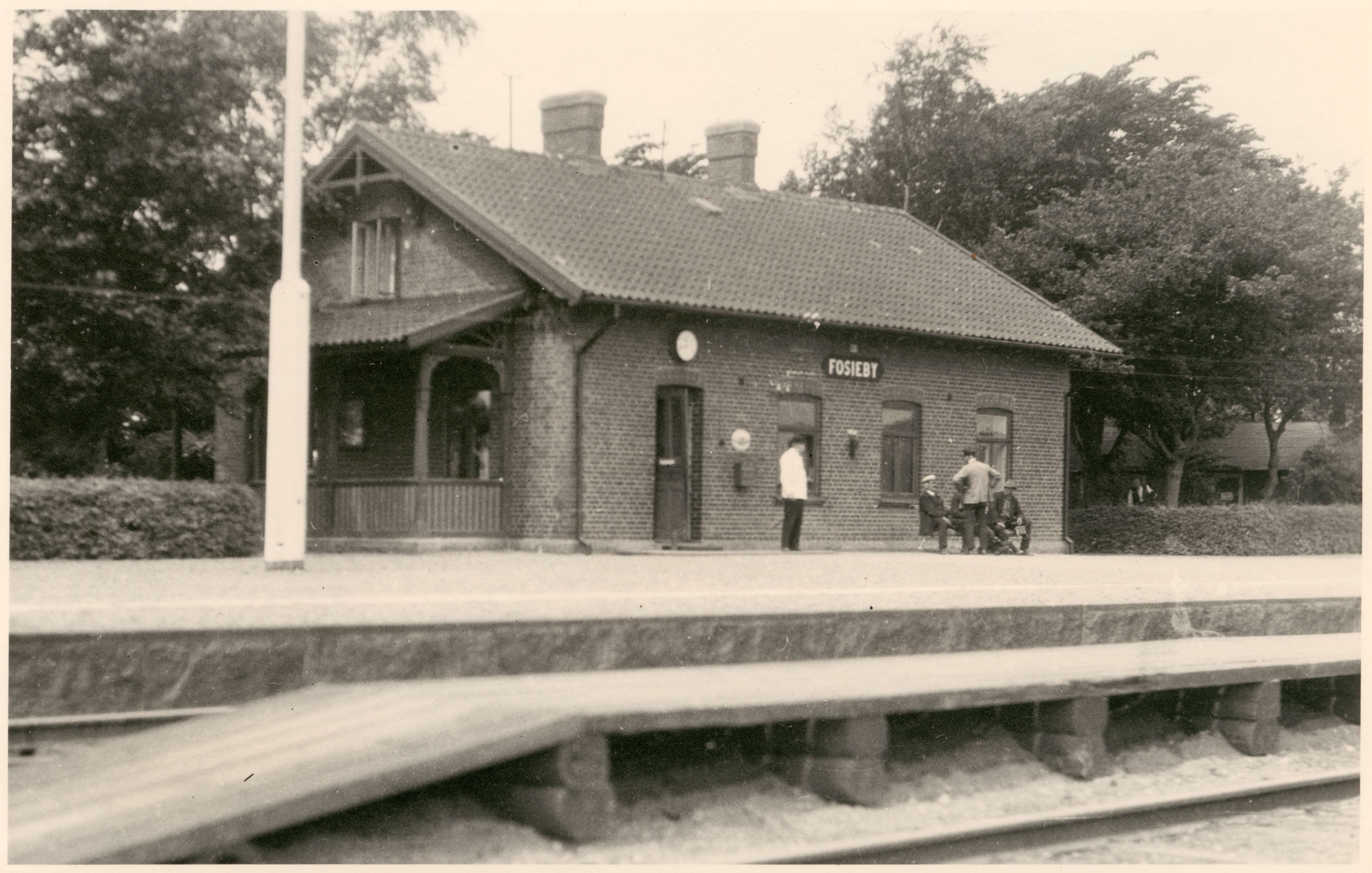
Stationen 1931.

Fosieby station är en driftplats, tidigare järnvägsstation, på Kontinentalbanan vid kilometer 5,6 (räknat från Malmö C), 6,6 räknat från Malmö godsbangård eller 625 (räknat från Stockholm). 
Stationen ligger 29 m.ö.h. i Fosieby, numera i Malmös utkant, mellan stationerna Östervärn och Lockarp.
Stationen invigdes samtidigt med Malmö-Kontinentens Järnvägs öppnande den 5 oktober 1898. Persontrafiken upphörde den 1 februari 1973 (i samband med att Ystadbanan anslöts till Kontinentalbanan med ett nytt spår från Fosieby via Lockarp till Oxie station). Stationsbyggnaden, som låg på banans västra sida ungefär 400 m öster om Fosie kyrka och ungefär 300 m söder om den nuvarande Inre Ringvägen, revs efter en brand 1984.
Sedan år 2000 är Öresundsförbindelsen ansluten med ett dubbelspår till Svågertorps station. Också linjen till Lockarp är dubbelspårig, liksom Kontinentalbanan norrut till Malmö godsbangård.